# Magsaysay (Palawan)
Magsaysay ist eine philippinische Stadtgemeinde in der Provinz Palawan. Sie hat 12.196 Einwohner (Zensus 1. August 2015). Magsaysay liegt im östlichen Teil des Cuyo-Archipels.

## Baranggays
Magsaysay ist politisch in elf Baranggays unterteilt.
- Alcoba
- Balaguen
- Canipo
- Cocoro
- Danawan (Pob.)
- Emilod
- Igabas
- Lacaren
- Los Angeles
- Lucbuan
- Rizal